# Nowe Worowo
Nowe Worowo [pronunciación en polaco: /ˈnɔvɛ vɔˈrɔvɔ/] (anteriormente, en alemán, Neu Wuhrow) es un pueblo en el distrito administrativo de Gmina Ostrowice, dentro del Distrito de Drawsko, Voivodato de Pomerania Occidental, en el noroeste de Polonia. Se encuentra aproximadamente 8 kilómetros al este de Ostrowice, 23 kilómetros al noreste de Drawsko Pomorskie, y 103 kilómentros al este de la capital regional, Szczecin.
Antes de la Primera partición de Polonia, en 1772, el área era parte del Reino de Polonia, entre 1772 y 1945 fue parte de Prusia y luego, de Alemania. Para más sobre su historia, véase Historia de Pomerania.

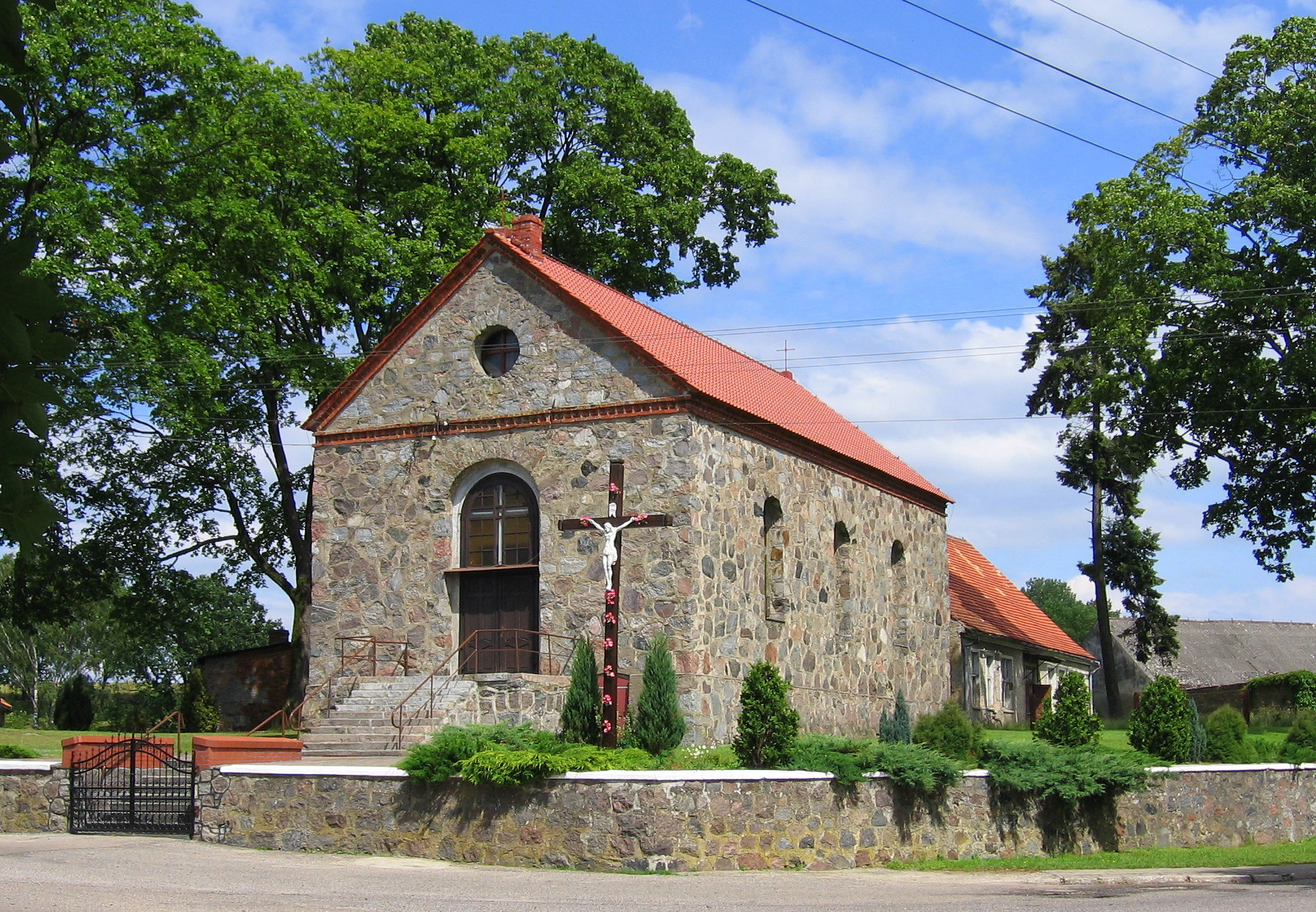
Iglesia católica